# Hydroptila tacheti
Hydroptila tacheti is een schietmot uit de familie Hydroptilidae. De soort komt voor in het Palearctisch gebied.